# Grammaire du vietnamien
Cette page contient des caractères spéciaux ou non latins. S’ils s’affichent mal (▯, ?, etc.), consultez la page d’aide Unicode.
 (septembre 2016).
Améliorez-le ou discutez des points à vérifier. 
Le vietnamien, comme beaucoup de langues d'Asie de l'Est et du Sud-Est, est une langue isolante. En outre, la syntaxe vietnamienne est de type SVO, modifié-modificateur et possède un système de classificateurs. Enfin, on peut omettre les pronoms dans certaines circonstances et la présence de mots interrogatifs ne modifie pas l'ordre habituel des mots de la phrase. Le vietnamien permet la sérialisation des verbes.

## Classes lexicales
Les classes lexicales du vietnamien sont les noms, des modificateurs nominaux démonstratifs, les articles, les classificateurs, les numéraux, les quantificateurs, les particules emphatiques, les verbes, les particules adverbiales et les prépositions.
La syntaxe de chaque classe lexicale et de ses syntagmes associés est détaillée ci-dessous.

### Noms et syntagmes nominaux
Les mots qui appartiennent à la classe lexicale des noms (ou des substantifs) peuvent être distingués des verbes selon un critère syntaxique : la copule là « être » est obligatoire devant les noms qui sont prédicats, alors que la copule n'est pas nécessaire devant les verbes.
- Mai là sinh viên.
- « Mai est (une) étudiante. »

Dans la phrase ci-dessus, le nom sinh viên « étudiante » doit être précédé de la copule. L'omission de la copule (*Mai sinh viên) donne une phrase non grammaticale. À l'opposé, les adjectifs peuvent ne pas être précédés de la copule.
- Mai cao.
- « Mai est grande. »

L'adjectif cao ne demande pas la copule et la phrase *Mai là cao est incorrecte.
La classe des noms peut être subdivisée en différentes classes nominales selon des critères sémantiques et syntaxiques. Nguyễn Đình Hòa propose le classement suivant :
- nom propre
- nom commun
  - nom d'objet
  - nom collectif
  - nom d'unité (ou de mesure)
  - nom de masse
  - nom de temps
  - nom abstrait
- classificateur
- locatif

Les noms peuvent être modifiés par d'autres mots, ce qui permet la construction de syntagmes nominaux. Ces modificateurs comprennent les démonstratifs, les quantificateurs, les classificateurs, les syntagmes prépositionnels, et d'autres modificateurs attributifs, comme d'autres noms ou des verbes. Ces modificateurs entourent le nom modifié (appelé nom noyau), mais les types de modificateur autorisés varient en fonction de la sous-classe du nom. Le syntagme nominal a la structure suivante :
Totalité + article ou quantificateur + classificateur + nom noyau + modificateur(s) attributif(s) + démonstratif + syntagme prépositionnel (possessif)
Exemple :
| cả                                                  | hai            | cuốn                        | từ điển      | Việt Anh                    | này                     | của nó                        |
| tous                                                | deux           | [classificateur des livres] | dictionnaire | vietnamien-anglais          | [démonstratif prochain] | de [pronom de la 3e personne] |
| totalité                                            | quantificateur | classificateur              | nom noyau    | syntagme nominal attributif | démonstratif            | syntagme prépositionnel       |
| « Ces deux dictionnaires vietnamien-anglais à lui » |                |                             |              |                             |                         |                               |

#### Position de l'article
Selon Nguyễn Tương Hung et Nguyễn Tài Cẩn le vietnamien possède une classe lexicale d'articles qui se placent devant les classificateurs.
| các               | quả              | cam    |
| [article pluriel] | [classificateur] | orange |
| « les oranges »   |                  |        |

| những             | ý nghĩ |
| [article pluriel] | idée   |
| « les idées »     |        |

#### Position du quantificateur
Les quantificateurs (également appelés numérateurs) sont des mots qui se placent à l'intérieur d'un syntagme nominal avant le nom noyau (avec ou sans classificateur). Les quantificateurs comprennent les numéraux cardinaux et d'autres mots qui indiquent des quantités. (Les numéraux cardinaux sont décrits en détail à la section dédiée aux numéraux.) Ci-dessous quelques exemples de quantificateurs :
| Quantificateur | Explication            | Quantificateur | Explication        |
| -------------- | ---------------------- | -------------- | ------------------ |
| một, hai, etc. | nombres cardinaux      | từng           | chaque… à son tour |
| vài, vài ba    | environ deux, quelques | mấy            | quelques, combien  |
| dăm, dăm bảy   | environ cinq, quelques | bao nhiêu      | combien            |
| mọi            | tout                   | bây nhiêu      | autant de          |
| mỗi            | chaque                 | bấy nhiêu      | tant de            |

Les quantificateurs précèdent directement le nom noyau qu'ils modifient quand ce nom noyau est d'un type qui ne demande pas obligatoirement de classificateur :
| hai                    | quan điểm    |
| deux                   | point de vue |
| « deux points de vue » |              |

| ba              | đêm  |
| trois           | nuit |
| « trois nuits » |      |

| dăm                | bữa  |
| quelques           | jour |
| « quelques jours » |      |

| mấy                      | người    |
| combien                  | personne |
| « combien de personnes » |          |

Quand un classificateur précède le nom noyau, le quantificateur est suivi par le classificateur :
| hai                    | cuốn             | từ điển      |
| deux                   | [classificateur] | dictionnaire |
| « deux dictionnaires » |                  |              |

| sáu                  | bông             | hoa hồng | kia                     |
| six                  | [classificateur] | rose     | [démonstratif lointain] |
| « ces six roses-là » |                  |          |                         |

| mấy                   | con              | cá      |
| quelques              | [classificateur] | poisson |
| « quelques poissons » |                  |         |

Les noms de masse (comme thịt « viande », đất « terre ») et les noms collectifs (comme, trâu bò « gros bétail », ruộng nương « champ, rizière ») ne peuvent pas être modifiés par une quantificateur. Par exemple, les syntagmes suivants sont non grammaticaux :
| *ba   | thịt   |
| trois | viande |
| *một | con              | thịt   |
| un   | [classificateur] | viande |
| *hai | trâu bò     |
| deux | gros bétail |
Par contre, les noms de masse peuvent être précédés par des noms d'unité (comme cân « kilo », lạng « tael ou 100 g », nắm « poignée », chén « tasse »), qui indiquent une mesure du nom de masse. Ces noms d'unité peuvent, quant à eux, être modifiés par des quantificateurs. Par exemple, les expressions non grammaticales *ba thịt et *một con thịt peuvent être rendues grammaticales par l'ajout de noms d'unité :
| ba                        | cân  | thịt   |
| trois                     | kilo | viande |
| « trois kilos de viande » |      |        |

| một                   | lạng | thịt   |
| un                    | tael | viande |
| « un tael de viande » |      |        |

#### Position du marqueur de focalisation
La particule optionnelle cái est identifiée comme un marqueur de focalisation par Nguyễn Tuong Hung. On l'appelle également classificateur général, catégorique général, article défini, superarticle, mot défini, mot démonstratif et chỉ xuất (« indexique »). Cái apparaît immédiatement avant les classificateurs ou les noms d'unité et peut être précédé par d'autres modificateurs se plaçant avant le nom, comme des quantificateurs et des articles. Il doit toujours être suivi d'un classificateur ou d'un nom d'unité.
Comme le montre le nom de classificateur général qu'on lui a donné, cette particule a souvent été analysée comme un classificateur. Pourtant, elle peut en être distinguée par son comportement. Le marqueur de focalisation cái précède toujours un classificateur et ne peut pas directement précéder un nom noyau (sauf s'il s'agit d'un nom d'unité).
Le syntagme nominal
| cái               | con              | chó   | này                     |
| [focalisation]    | [classificateur] | chien | [démonstratif prochain] |
| « ce même chien » |                  |       |                         |
est grammaticale, mais le syntagme
| *con             | cái            | chó   | này                     |
| [classificateur] | [focalisation] | chien | [démonstratif prochain] |
n'est pas grammatical. Un même syntagme nominal ne peut comporter plus d'un classificateur, alors que la particule cái est généralement suivie d'un classificateur (comme montré ci-dessus). Ci-dessous, quelques exemples de modificateurs précédant le marqueur de focalisation :
| hai                             | cái            | con              | chó   | đen  | này                     |
| deux [numéral]                  | [focalisation] | [classificateur] | chien | noir | [démonstratif prochain] |
| « ces deux mêmes chiens noirs » |                |                  |       |      |                         |

| các                      | cái            | con              | mèo  | này                     |
| [article pluriel]        | [focalisation] | [classificateur] | chat | [démonstratif prochain] |
| « ces deux mêmes chats » |                |                  |      |                         |

Comme précisé ci-dessus, cái doit suivre les autres modificateurs se plaçant avant le nom, donc les syntagmes dans lesquels cái précède un numéral ou un article (comme *cái hai chó đen này ou *cái các con mèo này) ne sont pas grammaticales.
Le marqueur de focalisation cái est distinct du classificateur cái, qui sert à classifier les noms inanimés (bien qu'il soit historiquement lié au classificateur cái). Ainsi, le classificateur cái ne peut pas modifier le nom chó « chien » (dans *cái chó), puisque chó est animé (le classificateur des animés non humains con doit être utilisé : con chó), alors que le marqueur de focalisation cái peut modifier des noms quelle que soit leur animéité (avec leur classificateur approprié) :
| cái                | cuốn             | sách   | này                     |  |  | sách = inanimé   |
| [focalisation]     | [classificateur] | book   | [démonstratif prochain] |  |  |                  |
| « ce même livre »  |                  |        |                         |  |  |                  |
|                    |                  |        |                         |  |  |                  |
| cái                | con              | mèo    | này                     |  |  | mèo = non humain |
| [focalisation]     | [classificateur] | chat   | [démonstratif prochain] |  |  |                  |
| « ce même chat »   |                  |        |                         |  |  |                  |
|                    |                  |        |                         |  |  |                  |
| cái                | người            | lính   | này                     |  |  | lính = humain    |
| [focalisation]     | [classificateur] | soldat | [démonstratif prochain] |  |  |                  |
| « ce même soldat » |                  |        |                         |  |  |                  |
D'un point de vue fonctionnel, cái indique qu'un élément à l'intérieur du syntagme nominal est porteur d'une focalisation. Nguyễn Đình-Hòa, comme d'autres, relève que cái ajoute une connotation péjorative, par exemple dans :
| cái                                      | thằng                        | chồng                        | em                           | nó                                | chẳng      | ra               | gì                            |
| [focalisation]                           | [classificateur]             | époux                        | [terme de parenté]           | [pronom 3e personne du singulier] | [négation] | donner, produire | [pronom interrogatif inanimé] |
| [syntagme nominal thématisé]             | [syntagme nominal thématisé] | [syntagme nominal thématisé] | [syntagme nominal thématisé] | [syntagme nominal sujet]          | [prédicat] | [prédicat]       | [prédicat]                    |
| « cet époux à moi, il n'est bon à rien » |                              |                              |                              |                                   |            |                  |                               |
Pourtant, Nguyễn Tuong Hung affirme que la connotation n'est pas toujours négative et il donne l'exemple positif suivant (cet exemple comporte un nom noyau sous-entendu) :
| tôi                                              | gặp        | cái                      | con                      | nhỏ                      | tử tế                    |
| [pronom 1re personne du singulier]               | rencontrer | [focalisation]           | [classificateur]         | petit                    | gentil                   |
| [syntagme nominal sujet]                         | [verbe]    | [syntagme nominal objet] | [syntagme nominal objet] | [syntagme nominal objet] | [syntagme nominal objet] |
| « C'est la gentille fille que j'ai rencontrée. » |            |                          |                          |                          |                          |
Phonologiquement, le marqueur de focalisation cái porte un accent d'intonation et l'élément sur lequel porte la focalisation reçoit également un accent d'intonation. Dans l'exemple suivant, les mots accentués sont indiqués en capitales rouges :
| tôi                                                                 | thích   | CÁI                      | con                      | ngựa                     | ĐEN                      |
| [pronom 1re personne du singulier]                                  | aimer   | [focalisation]           | [classificateur]         | cheval                   | noir                     |
| [syntagme nominal sujet]                                            | [verbe] | [syntagme nominal objet] | [syntagme nominal objet] | [syntagme nominal objet] | [syntagme nominal objet] |
| « J'aime le cheval NOIR (mais pas le cheval d'une autre couleur). » |         |                          |                          |                          |                          |
Dans la phrase ci-dessus, l'élément sur lequel porte la focalisation est đen « noir », qui reçoit un accent (tout comme cái).

## Les classes en vietnamien
Les classes remplissent les fonctions des articles, pronoms et noms.
Les classes désignent un ensemble logique de propriétés, ainsi xe désigne un « véhicule à roues ».
Ces propriétés sont héritables par les classes « enfants » et, par exemple, les véhicules à roues peuvent être :
- les vélos = xe đạp
- les automobiles = xe ô-tô
- les bus = xe buýt

Puis une classe particulière peut comporter des méthodes : chiếc xe đạp mầu xanh = le vélo bleu/vert
Et être instanciée : chiếc xe đạp mầu xanh của Nga = le vélo vert de Nga (Nga étant un prénom)
Le fonctionnement des classes s'apparente au fonctionnement des objets en programmation.

### Les classes comme articles et noms
Exemple d'utilisation de classes dans les fonctions d'article et de nom :
- chiếc : ce qui est possédable en nombre
- xe : véhicule à roues
- buýt : bus
- một : un, une, 1

D'où :
- chiếc xe : le véhicule à roues, chiếc remplissant le rôle de l'article, xe ayant le rôle du nom
- xe buýt : le bus, xe remplissant le rôle de l'article, buýt ayant le rôle du nom
- một chiếc xe : un véhicule à roues, một chiếc remplissant le rôle de l'article, xe ayant le rôle du nom
- một xe buýt : un bus, một xe remplissant le rôle de l'article, buýt ayant le rôle du nom

On voit donc que le même mot xe est amené à remplir deux fonctions grammaticales différentes. C'est la notion de classe.
les classes s'emboîtent les unes dans les autres à partir de deux classes de base qui sont :
- cái : objets n'ayant pas leur propre mouvement par eux-mêmes ; (généralement objets ou êtres au mouvement imperceptible)
- con : objets ou êtres ayant leur propre mouvement par eux-mêmes ; (généralement êtres vivants auxquels on ajoute les bateaux, qui dans leur élément habituel semblent avoir leur propre mouvement, et les couteaux, pour des motifs culturels)

Prenons l'exemple de con :
con : objets ou êtres ayant leur propre mouvement par eux-mêmes ; (généralement êtres vivants auxquels on ajoute les bateaux, qui dans leur élément habituel semblent avoir leur propre mouvement, et les couteaux, pour des motifs culturels).
Il peut donc s'appliquer aux chiens (chó), aux chats (mèo), aux oiseaux (chim), aux humanoïdes (người), etc.
Les humanoïdes se divisent couramment sur terre entre les singes et les êtres humains :
- con người ức ưa, le singe, l'usage voulant que l'on réduise à người ức ưa,
- con người dàn, l'être humain, l'usage voulant que l'on réduise à người dàn,

Ensuite, par exemple, les êtres vivants étant sexués et ayant des petits, la classe d'une espèce donnée, comporte 3 sous-classes :
- les petits
- les femelles
- les mâles

Le procédé est symétrique pour la classe cái et les classes qui héritent d'elle :
- cái bàn, la table (la surface plane)
- bàn giấy, la surface plane de papier
- giấy chim, l'oiseau en papier

Le concept important est que, dans cet exemple, chim hérite des propriétés de giấy, qui a hérité des propriétés de bàn, qui a hérité des propriétés de cái.
À aucun moment le concept d'oiseau chim ne contient en lui-même la notion de vivant, c'est le fait de le classifier avec un mot héritant « d'une façon évidente » de cái qui permet de déterminer qu'on parle d'un objet.
Dans notre exemple, les mots bàn et giấy occupent successivement les fonctions d'articles définis et de noms, ce qui démontre l'aspect inopérant de ces concepts pour la langue vietnamienne.
C'est donc bien le concept de classe (également appelé classificateur) qui s'applique.

### Les classes en tant que pronoms
Les pronoms n'existent pas en vietnamien. Ils sont également remplacés par les classes.
Exemple sur les pronoms personnels :
- ông, le grand-père,
- bà, la grand-mère,
- bác, l'oncle paternel aîné,
- cô, la tante paternelle aînée,
- anh, le frère aîné,
- chị, la sœur aînée,
- em, la petite sœur, le petit frère,

Supposons que je sois une femme m'adressant à un homme plus âgé que moi (mais de peu) pour lui dire que je rentre chez moi et je lui demande s'il a déjà mangé:
- Em đi về : je rentre chez moi
- Anh đã ăn chưa? : as-tu déjà mangé?

Lui m'informe qu'il sort et me demande de me dépêcher :
- Anh đi ra: je sors
- Em đi mau lên đi: tu te dépêches (avec un ton impératif en français)

On voit clairement que la classe em pour une personne plus jeune est utilisée par moi comme l'équivalent de Je et par l'homme plus âgé comme l'équivalent de tu.
De même, j'utilise la classe anh (se rapportant à un homme plus âgé) comme l'équivalent de tu, et il utilise le même mot comme l'équivalent de je.
Ainsi les classes font fonction de pronoms personnels mais n'en sont pas.
Tôi ou ce qui semble un cas particulier
Tôi est souvent utilisé comme équivalent de je dans les contexte froids et formels, mais tellement rarement utilisé comme équivalent de tu, ou il, qu'il peut passer pour un quasi pronom personnel, c'est une erreur de considérer cela car la classe tôi se rapporte à la domesticité. S'il est fort poli de se classer soi-même dans les serviteurs par rapport à l'interlocuteur, classer l'interlocuteur dans une telle catégorie n'est pas perçu comme très poli. C'est la raison pour laquelle cette classe n'est jamais utilisée pour désigner une autre personne que soi-même.

### Usage des classes
On a vu que les classes peuvent être utilisées comme « sujet », comme article et comme nom.

#### Utilisation de la classe comme article ou la spécification
La classe spécificatrice (ou le spécificateur) est toujours placée avant la classe spécifiée, comme dans l'exemple giấy chim. On peut rajouter autant de spécificateurs que nécessaire au sens. Ainsi dans l'exemple giấy chim il est évident que giấy se rapporte à l'origine aux classes bàn et cái, elles ne sont donc pas portées dans la construction.
La spécification sert donc à rattacher la classe spécifiée à un ensemble de propriétés plus larges.
Elle est obligatoire en cas d'usage de numéraux portant sur la classe spécifiée.

#### Utilisation de la classe comme «sujet»
Une classe peut être utilisée comme « sujet », c'est-à-dire comme possédant des méthodes (qui peuvent correspondre aussi bien à des adjectifs qu'à des verbes ou des adverbes en français). Une classe possédant des méthodes peut être spécifiée ou non.
Les cas de spécification explicite :
- à la suite de l'usage de numéraux ;
- indication de généralité, exemple người cô dans le sens la tante en tant que catégorie de personnes, néanmoins, dans ce dernier cas, le locuteur natif tendra à mettre un numéral indéfini plutôt que le seul spécificateur.

Les cas de non-spécification explicite sont tous les autres cas.

## Les méthodes

### Généralités
Les méthodes recouvrent les fonctions des adjectifs, verbes et adverbes.
Leur fonctionnement s'apparente aux méthodes en informatique.
Le positionnement se fait selon les règles gốc việt ou hán việt (voir chapitre sur la construction de la phrase).
Le fonctionnement de ce qui est fonctionnellement un adjectif ou un verbe est exactement le même.
Il n'y a ni accords ni déclinaisons.

### L'usage comme adverbe
Lorsque l'usage porte sur une autre méthode, par exemple, l'équivalence de l'adverbe grandement dans je m'amuse grandement donne tôi cao chơi:
- tôi: classificateur possédant les méthodes,
- cao: méthode se rapportant à ce qui est haut,
- chơi: méthode se rapportant au jeu et à l'amusement.

cao porte donc sur chơi en se plaçant entre la classe qui possède les méthodes (tôi) et la méthode « agissante » (chơi).

## Les mots-outils

### Définition
Les mots-outils sont des mots qui servent à agir sur :
- les classes,
- les méthodes,
- la construction de phrases complexes.

Comme tous mots vietnamiens, ils ne sont portés dans la phrase qu'en cas de nécessité absolue.

### Mots-outils portant sur des méthodes

#### Confirmation et infirmation

##### L'absence des mots oui et non
Contrairement à ce qu'on peut trouver dans les guides de voyages, les mots oui et non n'ont pas d'équivalent exact en vietnamien.
En effet :
- Le mot dạ est une interjection marquant le respect de l'interlocuteur et une interjection de respect ne veut pas nécessairement exprimer l'accord.
- Le mot không est un mot-outil s'appliquant aux méthodes et ne saurait être utilisé sans être suivi de la méthode à laquelle il s'applique.

Les concepts de confirmation ou d'infirmation se retrouvent donc uniquement par la présence ou l'absence des mots-outils s'appliquant à la méthode concernée.

##### Infirmation
Les mots-outils d'infirmation se positionnent avant la ou les méthodes qu'ils infirment.
Exemple :
Je ne m'amuse pas grandement donne tôi không cao chơi :
- tôi : classificateur possédant les méthodes,
- không : Infirmation
- không phải : Information avec le verbe être (là)
- cao : méthode se rapportant à ce qui est haut,
- chơi : méthode se rapportant au jeu et à l'amusement.

không infirme donc le groupe de méthodes cao chơi.
Les mots outils d'infirmation :
diacritiques non mis
- không
- không phải (verbe être)
- chưa
- à
- nào

##### Confirmation
vâng
dạ
có

#### Temps
Ces mots-outils s'appliquent aux méthodes.
Le temps passé est indiqué en ajoutant la particule đã devant le verbe, le temps présent progressif par la particule đang,
le temps futur indiqué par la particule sẽ.
« đã » et « đang » ou « đang » et « sẽ » peuvent être employés ensemble.

### Coordinations
Ces mots-outils s'appliquent à coordonner des ensembles « classe et méthodes possédées par la classe ».

### Exclamations
Ces mots-outils s'appliquent à une phrase entière.

### Interjections
Ces mots-outils peuvent s'employer seuls ou ponctuer le discours.

### Mots vides
C'est la catégorie de mots-outils qui est la plus difficile à saisir pour le locuteur non-natif. Les usages des mots vides sont :
- l'équilibre rythmique de la phrase,
- l'équilibre de la versification (l'usage de la versification étant assez courant dans la conversation ordinaire),
- l'introduction de nuances émotionnelles ou de perception (mise en valeur ou péjoration, par exemple).

Ce sont des mots vides de sens qui n'ont pas d'existence par eux-mêmes et sont construits et positionnés en fonction du contexte sonore de la phrase.
Ils peuvent s'appliquer aussi bien à des classes qu'à des méthodes.

## Les mots composés

### Existence des mots composés

#### Importation de mots étrangers
Exemples d'apports de mots français
- gare : ga
- beurre :bơ
- cirque : xiếc
- café : cà phê
- ciment : xi măng
- artichaut : actisô
- crème : kem
- bière : bia
- chocolat : sôcôla
- poupée : búp bê
- sou : xu
- salade : "sà lách"

### Construction des mots composés

#### Composésréduplicatifs
Le procédé consiste à redoubler un radical totalement ou partiellement (en associant un mot commençant par la même lettre.
Exemples :
- vui (joyeux) ⇒ vui vẻ (joie, bonheur)
- đẹp (beau) ⇒ đẹp đẽ (la beauté)
- nhỏ (petit) ⇒ nhỏ nhắn (petit et joli)

#### Composés par juxtaposition
la juxtaposition consiste à associer deux mots de même sens, ou de sens contraire, pour en former un nouveau, dont la signification sera plus étendue
Exemples
- bàn (table) ghế (chaise) ⇒ bán ghế (le mobilier)
- ăn (manger) uống (boire) ⇒ ăn uống (se nourrir)

### La problématique espace, tiret ou agglutination

#### Présentation du problème
La langue vietnamienne est globalement monosyllabique, mais certains concepts peuvent demander plusieurs mots, notamment s'il s'agit :
- de concept composé : kết quả, résultat (la tresse de fruits),
- d'un mot étranger : bê tông, béton.

À l'origine, ces concepts polysyllabiques étaient mis en valeur par des tirets entre chaque mot qui matérialisaient la pause plus courte (voire inexistante) les séparant dans le rythme d'élocution.
À la suite de la réforme du vietnamien entreprise par Hồ Chí Minh, les tirets furent retirés car indiquant des mots savants (ou compliqués), voire étrangers ou chinois.
Néanmoins la réduction de la pause entre chaque mot subsiste dans la langue parlée et tend à être remplacée à l'écrit par l'agglutination en concepts sémantiques, ainsi les journaux un peu « populaires » voulant parler du « vélo vert de Nga » en écriront « XeĐặpXanhNga », sans espaces et avec majuscules, car ils se baseront sur la rapidité d'élocution et l'absence d'effet des majuscules sur la prononciation des mots qui caractérise le vietnamien. Les émigrés conservant quant à eux l'usage des tirets.

#### Pourquoi matérialiser dans l'écrit la pause plus courte entre deux mots?
- parce que le raccourcissement de la pause existe à l'oral,
- parce que le raccourcissement de la pause peut avoir une raison sémantique.

Exemple : người việt nam
Nota bene : En vietnamien, les majuscules et les ponctuations (sauf le point et la virgule) ont peu de sens, car il a longtemps été écrit avec des sinogrammes qui ignorent ces concepts, donc il y a d'autres façons d'exprimer les nuances introduites par ces graphies.
1. Avec tirets :
  - người việt-nam, le Vietnamien (au sens une personne),
  - người-việt nam, le membre de l'ethnie việt habitant au Sud.
2. Avec agglutination :
  - người ViệtNam, le Vietnamien (au sens une personne),
  - NgườiViệt nam, le membre de l'ethnie việt habitant au Sud.
3. Sans tirets ni agglutination :
  - người việt nam, le Vietnamien (au sens une personne),
  - người việt ở nam, le membre de l'ethnie việt habitant au Sud, on précise un mot habituellement élidé (ở: habiter, se trouver à)
  - người kính nam, le membre de l'ethnie việt habitant au Sud, on a dû inventer un nouveau mot pour éclaircir le sens.

#### Conclusion
C'est donc un point sur lequel la langue vietnamienne hésite actuellement, espace, tiret ou agglutination des mots.

## Construction de la phrase

### La gestion du contexte
Toutes les langues humaines laissent une certaine place au contexte. Une particularité du vietnamien est que le contexte est géré de façon analogue aux variables informatiques :
- si l'on renseigne une variables, alors celle-ci reste vraie jusque sa valeur soit explicitement changée,
- les variables sont persistantes tout au long de l'échange et donc transmises à toutes les phrases,
- un peu à la manière du sucre syntaxique un groupe de personnes donné peut avoir en commun un « préchargement de données et traitements ».

Conséquences :
- toute mention se rapportant aux variables de temps, classificateur, etc. sera persistante et ne demande pas à être répétée ;
- la simplification de la syntaxe sera persistante jusqu'à mention contraire.

Plus concrètement :
- si à un moment donné je précise que ce que je dis se rapporte à la veille (emploi d'un temps passé, ou mention de date ou de période), il sera ensuite inutile de faire mention du temps appliqué au discours dans toute sa suite, car il restera persistant et se rapportant à la veille jusqu'à mention contraire ;
- si je précise que je parle de la femme nommée Thu une fois, il sera ensuite inutile d'utiliser une mention à son nom ou à sa nature féminine jusqu'à mention explicite que l'on parle d'une autre personne ou d'autre chose.

Ainsi, tout mot susceptible de faire doublon avec une variable de contexte déjà définie est supprimé, sauf si c'est pour changer la dite variable de contexte du discours. De même les simplifications syntaxiques sont appliquées et peuvent être elles-mêmes simplifiées ou recomplexifiées tout au long du discours. Ces dernières sont également persistantes d'une fois sur l'autre.

### Syntaxe vietnamienne
Syntaxe propre à la langue vietnamienne (cú pháp Việt), la plus couramment utilisée, par opposition aux formes dite « sino-vietnamiennes » (Hán Việt), qui suivent la syntaxte chinoise (cú pháp Hán) et qui sont surtout utilisées dans des formules figées, des noms propres, des proverbes, etc.
La syntaxte vietnamienne suit un ordre déterminé > déterminant :
- tiếng Việt (langue + Viet = langue vietnamienne)

### Syntaxe hán việt
Les méthodes sont portées avant la classe qui les possède.
Cette syntaxe est importée du chinois.

### Critères de choix d'une syntaxe
La syntaxe hán việt se rapporte uniquement aux classes et méthodes d'origine chinoise qui ne sont pas encore perçues comme faisant pleinement partie du vocabulaire vietnamien.
L'usage trop fréquent de la syntaxe hán việt peut être perçu comme affecté et pédant, cependant que l'usage trop systématique de la syntaxe gọc việt peut être perçue comme la marque d'un manque de formation scolaire.